# Freestyle juggling
A freestyle juggling a zsonglőrködés egyik ága. A zsonglőr bármelyik testrészét szabadon használhatja, trükköket hozhat vele létre, akárhány labdával szabad dobálnia. A freestyle zsonglőrködésnek a legfőbb lényege az, hogy mindenkinek egy saját, egyéni stílusa legyen. Természetesen a freestyle trükköket használhatja, de akkor lesz egy freestyle zsonglőrnek egyéni stílusa, amikor maga kezd el trükköket kitalálni. A freestyle zsonglőrök általában internetes videómegosztó portálokon terjesztik videóikat és saját trükkjeiket, melyeket mások is megfigyelhetnek és átvehetnek.
A freestyle zsonglőrködésen belül van három fő ágazat. Az első a „Stand Up”, ami állva zsonglőrködést jelent. Itt a zsonglőr állva mutatja be a trükköket. A második az „Upper Body”, ami a felsőtesttel létrehozott trükköket jelenti. A harmadik és az utolsó a „Sit Down”, ami az ülve létrehozott trükköket takarja.
A freestyle zsonglőrködésben általában labdákkal zsonglőrködnek.

## Trükkök
A freestyle zsonglőrködésben számtalan trükk létezik és ennek számtalan variációja.
Stand Up és Sit Down
Cascade
Ez a legelső trükk, amit minden freestyle zsonglőrnek el kell sajátítania. E trükk hiányossága a továbbiakban nem tesz jót. A zsonglőr egyik kezéből a másikba dobál két vagy több labdát. E trükk másik változata az, amikor a zsonglőr egyik kezéből dobálja a labdákat és ugyanazzal kapja el.
One Hand Catch
A zsonglőr a Cascade közben mindkét kezével elkapja a labdákat. Ez a trükk két labdával lehetséges.
Knee Catch
A zsonglőr a térdeivel kapja el a labdát.
Bight Catch
A zsonglőr a lábhajlatával kapja el a labdákat.
Knee Stall
A zsonglőr a térdével próbálja meg elkapni a labdát(labdákat)és rajta tartja.
Shin Stall/Side Shin Stall
A zsonglőr a sípcsontján próbálja megtartani a labdát. A másik változata az, amikor a sípcsontja oldalával próbálja meg elkapni a labdát.
Sole Stall
A zsonglőr a lábtalpán tartja meg a labdákat.